# Jean Rémy
Pour les articles homonymes, voir Colonel Rémy et Rémy (homonymie).
Jean Stanislas Rémy (Paris, 3 octobre 1899 - Toulouse, 15 août 1955) est un colonel de l'armée française, grand officier de la Légion d'honneur membre des Forces françaises libres et Compagnon de la Libération.

## Biographie

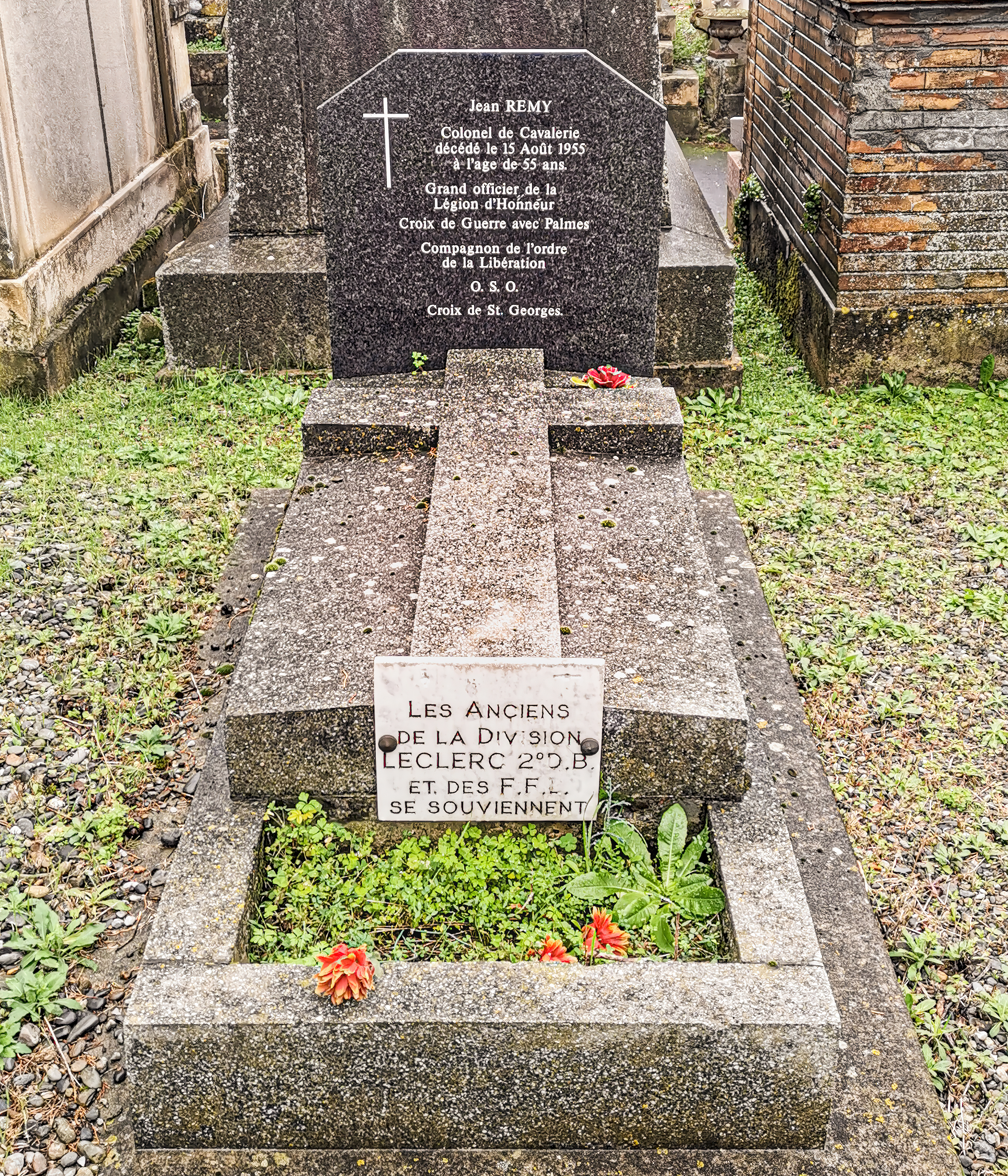
Tombe à Terre-Cabade Toulouse

Il naît à Paris 14e, d'une mère polonaise et grandit en Pologne.
Il s'engage dans l'armée russe blanche le 1er juin 1917, à 17 ans, sous les ordres du général Kornilov. Le 25 juin il est décoré de l'Ordre de Saint-Georges 4e classe. En février 1918 il est attaché au premier régiment de cavalerie du général Alexiev.
Il rejoint en 1919 l'armée française et part dans l'armée d'Orient jusqu'en 1924. Il épouse Anastasie Merkouloff le 30 aout 1923 à Constantinople et, cette même année, il rejoint le 5e Régiment de Chasseurs d'Afrique. Il rejoint alors l'école de formation des officiers de Saumur. À sa sortie en 1925 il devient sous-lieutenant et part en Tunisie puis au Levant où il prend part à des opérations de pacification.
En 1934, il rejoint le 8e Groupe d'Automitrailleuses à Damas. En 1937, il est ensuite affecté dans le 1er Régiment de Spahis Marocains à Alep et est promu capitaine.
Après le départ de Paul Jourdier vers la Palestine avec une partie de son escadron, Jean Rémy le remplace à la tête  du 1er escadron reconstitué et y reste pendant plus d'un an. Il prend part à la sanglante campagne de Syrie.
Mais le 17 juillet 1941, quelques jours à peine après l'armistice de Saint-Jean-d'Acre, Rémy rejoint les Forces françaises libres. Il devient chef d'État-major pour la Syrie. 
Le 25 septembre 1942 il organise le 1er Régiment de Marche de Spahis Marocains et, remplaçant à nouveau Paul Jourdier, il en prend le commandement en novembre et jusqu'en septembre 1945. Le 1er Régiment de Marche de Spahis Marocains (RMSM) est le pendant gaulliste du 1er Régiment de Spahis Marocains, fidèle au maréchal Pétain. Le 1er RMSM combattit en Afrique du Nord, entre autres à El-Alamein ou près de Médenine en Tunisie. Rémy organise ses forces pour la reconnaissance en colonne volante, sur l'image des « flying columns » britanniques. Cette colonne était constituée de 314 hommes, 24 automitrailleuses et 14 chars de la 1re Cie de chars de la France libre.
Puis la colonne volante est intégrée dans la colonne Leclerc et il organise la transformation de son corps de Spahis en régiment de reconnaissance de la 2e Division Blindée du général Philippe Leclerc de Hauteclocque. Il est promu colonel et rejoint l'Angleterre avec le 1er RMSM en avril-mai 1944. Débarqué en juin 44, il participe à la Bataille de Normandie au cours de laquelle il libère Boucé dans l'Orne le 13 août 1944, qui lui dédie ultérieurement le nom de sa rue principale. Il est blessé alors que son fils, le spahi Roger Remy, est tué dans la forêt d'Écouves. Puis au Mont Valérien il est blessé à nouveau mais continue la marche avec le 1er RMSM. Le 25 août, ils entrent en premier dans Versailles et libèrent la ville.

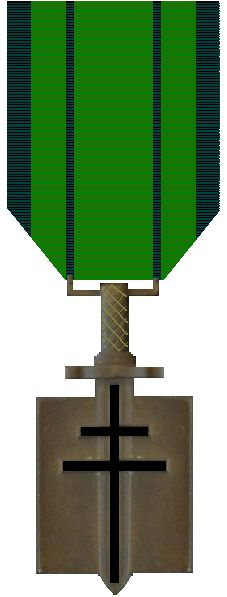
L'Ordre de la Libération

Il combat jusqu'à la fin de la guerre, jusqu'au Berghof de Hitler.
En 1944 il est fait Compagnon de la Libération et son régiment reçoit, comme 16 autres unités militaires, le même titre le 7 août 1945.
À l'issue de la Seconde Guerre mondiale il est envoyé à Oran où il remplit diverses fonctions pour l'armée. En 1951-52 il est Commandant provisoire de l'Arme Blindée et Cavalerie d'Algérie. En mars 1952, il est affecté en France métropolitaine, à Toulouse, en tant que Commandant de l'Arme Blindée et Cavalerie de la zone militaire.
Il meurt à l'hôpital Larrey de Toulouse, le 15 août 1955, à la suite de complications de ses blessures de guerre. La mairie a depuis donné son nom à une rue de la ville. Il est enterré au carré militaire du cimetière de Terre Cabade.

## Décorations
- Grand officier de la Légion d'honneur
- Compagnon de la Libération par décret du 29 décembre 1944[9]
- Croix de guerre 1939-1945 (9 citations)
- Médaille commémorative de la guerre 1939-1945 avec barrettes : Libération pour les opérations en Corse et de la Campagne de France entre le 25 juin 1940 et le 8 mai 1945 ; Allemagne pour les opérations entre le 14 septembre 1944 et le 8 mai 1945
- Ordre du Service distingué (GB) DSO
- Ordre du Mérite 2e classe (Liban)
- Ordre de Saint-Georges le 25 juin 1917 [10]